# Daniel Senet
Daniel Charles Théodule Senet (ur. 26 czerwca 1953 w Amiens) – francuski sztangista, srebrny medalista olimpijski i trzykrotny medalista mistrzostw świata.

## Kariera
Pierwszy sukces w karierze osiągnął w 1976 roku, kiedy podczas igrzysk olimpijskich w Montrealu zdobył srebrny medal w wadze lekkiej (do 67,5 kg). W zawodach tych rozdzielił na podium Petro Korola z ZSRR oraz Polaka, Kazimierza Czarneckiego. Został tym samym wicemistrzem świata, gdyż w latach 1964-1984 igrzyska miały także rangę mistrzostw świata. Następnie zdobył brązowy medal na mistrzostwach świata w Salonikach w 1979 roku, przegrywając tylko z Janko Rusewem z Bułgarii i Joachimem Kunzem z NRD. Wynik ten powtórzył na mistrzostwach świata w Lille dwa lata później, ulegając tylko Kunzowi i kolejnemu Bułgarowi, Minczo Paszowowi. Brał też udział w igrzyskach olimpijskich w Moskwie w 1980 roku, zajmując czwarte miejsce. Walkę o podium przegrał tam z Paszowem o 2,5 kg. Ponadto w 1981 roku wywalczył brązowy medal na mistrzostwach Europy w Lille.